# Елисеев, Григорий Петрович
Григорий Петрович Елисеев (1804—1892) — средний сын основателя купеческой династии Елисеевых — Петра Елисеевича Елисеева, основатель Торгового дома «Братья Елисеевы», купец 1-й гильдии, один из учредителей и председатель правления Санкт-Петербургского частного коммерческого банка, член Петербургского биржевого комитета, гласный Городской думы, благотворитель, коммерции советник, действительный статский советник.

## Биография
Родился 25 сентября (7 октября) 1804 года в семье, ставшего основателем купеческой династии, Пётра Елисеевича Елисеева.
Являлся одним из основателей Торгового дома «Братья Елисеевы» (1858) в партнёрстве с братьями — Сергеем и Степаном. После смерти старшего брата — Сергея Петровича — стал во главе Торгового дома.
Именно с именем Григория Петровича Елисеева связывали расцвет деятельности Торгового дома «Братья Елисеевы», который он возглавлял до своей смерти. Торговый дом достиг выдающихся результатов в производстве высококачественных виноградных вин, в организации торговли винами и другими продовольственными товарами. С 1860 года вёл торговлю не только в лавках в доме Котомина и в собственном доме на Биржевой линии, но также в лавке на Литейном проспекте. Были открыты магазины фирмы в Москве и Киеве.

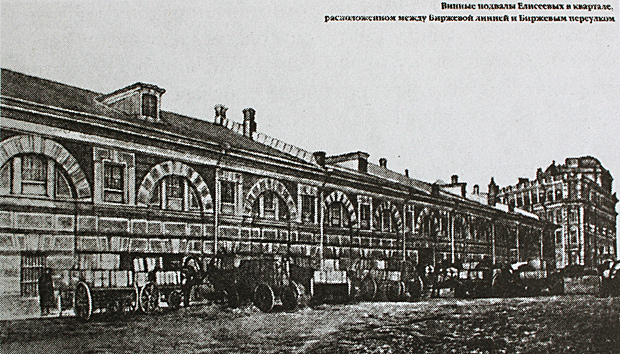
Винные подвалы Елисеевых на Васильевском острове в Санкт-Петербурге

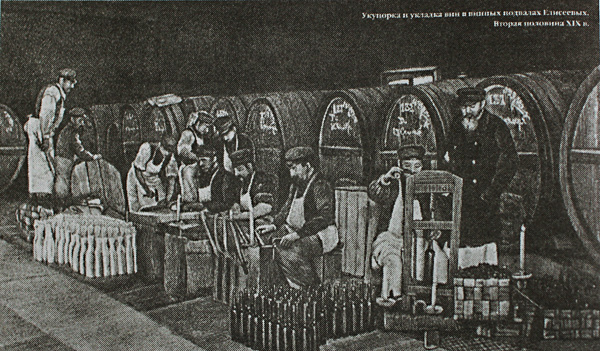
Укупорка и укладка вин в подвалах Елисеевых

С начала 1860-х годов и на протяжении двух десятилетий братья скупали землю со строениями на Биржевой линии, где находился их магазин, для создания винных складов. Строительство и расширение зданий (1862—1869) проводилось под руководством архитектора Н. П. Гребёнки. Винные склады Торгового дома «Братья Елисеевы» считались грандиозным сооружением своего времени. Елисеевы получили разрешение на торговлю винами в розлив для двух своих магазинов, что в то время было непростым делом. В здании складов были установлены огромные дубовые бочки ёмкостью на 700 вёдер, в которых завершался процесс окончательного «воспитания» вина. После выдержки в необходимых условиях вино разливалось в бутылки и отправлялось в магазины Петербурга, Москвы, других городов, а со временем и за границу. В 1873 году фирма признание высокого качества своей продукции на двух международных выставках: в Вене — почётный диплом и в Лондоне — высшей награды, Золотой медали.
Григорий Петрович по выбору купеческого сословия с 1869 года состоял биржевым старшиной и в течение 10 лет — председателем Биржевого комитета Санкт-Петербургской биржи.
В 1869 году Григорий Петрович был удостоен звания коммерции советника.
Григорий Петрович работал с младшим братом Степаном Петровичем, затем с его сыном, но постепенно стал привлекать к делу своих сыновей. С 1880 года под началом отца работал старший сын Александр, с 1889 года — младший сын Григорий.
Активно участвовал в делах городского самоуправления. Избран гласным Общей думы (1858), состоял выборным от купеческого сословия в Городской управе. Имея звание попечителя Елисеевской богадельни, был освобождён от других выборных должностей. Эту обязанность Елисеев исполнял до конца своих дней. В 1890 году купил для богадельни ещё один дом (для хозяйственных нужд). В 1891 году передал в собственность богадельни три каменных дома общей стоимостью 225 тыс. рублей.
Г. П. Елисеев — один из учредителей Санкт-Петербургского частного коммерческого банка (в 1864—1875 годах член, в 1875—1882 годах председатель правления), входил в состав Петербургского биржевого комитета, гласный Городской думы (1858—1892).
Г. П. Елисеев был удостоен пяти орденов:
- Орден Святой Анны II и III степеней,
- Орден Святого Станислава II степени с Императорской короной,
- Орден Святого Владимира III и IV степеней.

Первый орден — Святой Анны 3-й степени Григорий Петрович получил в связи с юбилеем Торгового дома «Братья Елисеевы» (1859). Эта награда по закону давала право на оформление личного дворянства, но Елисеев этим правом не воспользовался. Последний из орденов (высший из пожалованных ему наград) — Орден Святого Владимира был получен 13 января 1898 года за крупное пожертвование на пособие пострадавшим от голода.
Григорий Петрович женился дважды и оставил большое потомство. Его первая жена — Анна Ивановна Фуражёва была шестью годами моложе мужа. Анна Ивановна рано умерла, оставив дочь Елизавету. В 1838 году 32-летний вдовец вступил во второй брак — с 17-летней купеческой дочерью Анной Фёдоровной Целибеевой (13.07.1820—04.09.1887), с которой прожил более полувека. От этого брака имел двух сыновей — Александра и Григория. Кроме сыновей в семье родилось четыре дочки (Татьяна, Александра, Ольга и Мария), которые были выданы за купеческих сыновей семейств, стоящих примерно на той же ступени социальной лестницы.
Умер 9 (21) февраля 1892 года в возрасте 88 лет и был похоронен на Большеохтинском кладбище в семейном склепе под Казанской церковью.
Имущество (движимое и недвижимое) на тот момент оценивалось более чем в 15 миллионов рублей. Капитал Торгового дома «Братья Елисеевы» составлял три миллиона рублей, треть которого принадлежала Григорию Петровичу. Большую часть его собственного имущества составляла недвижимость. Душеприказчиком Г. П. Елисеев назначил своего старшего сына Александра Григорьевича.